# Javier Correa
Javier Correa, född den 17 juli 1976 i San Carlos de Bariloche, Argentina, är en argentinsk kanotist.
Han tog bland annat VM-silver i K-1 1000 meter i samband med sprintvärldsmästerskapen i kanotsport 2001 i Poznań.